# 戈萨尔多
戈萨尔多（義大利語：Gosaldo），是意大利威尼托大区贝卢诺省的一个市镇。总面积48.85平方公里，人口762人，人口密度15.6人/平方公里（2009年）。国家统计（ISTAT）代码为025025。

## 友好城市
- 法國圣马塞尔-贝拉克伊 2011年